# El Pueblito, Zacatecas
El Pueblito är en ort i Mexiko.   Den ligger i kommunen Chalchihuites och delstaten Zacatecas, i den centrala delen av landet, 700 km nordväst om huvudstaden Mexico City. El Pueblito ligger 2 179 meter över havet och antalet invånare är 280.
Terrängen runt El Pueblito är kuperad åt nordväst, men åt sydost är den platt. El Pueblito ligger nere i en dal. Runt El Pueblito är det glesbefolkat, med 15 invånare per kvadratkilometer. Närmaste större samhälle är Chalchihuites, 8,5 km norr om El Pueblito. Omgivningarna runt El Pueblito är i huvudsak ett öppet busklandskap.